# Kenai (Alaska)
Kenai es una ciudad ubicada en el borough de Península de Kenai, en el estado de Alaska, Estados Unidos. Según el censo de 2020, tiene una población de 7424 habitantes.
Se encuentra a orillas de la ensenada de Cook.

## Geografía
Está ubicada en las coordenadas 60°33′44″N 151°12′29″O / 60.56222, -151.20806 (60.56224, -151.20806).